# استان کاناگاوا
استان کاناگاوا (به ژاپنی: 神奈川県 Kanagawa-ken) یکی از استان‌های کشور ژاپن است.
این استان در ناحیهٔ کانتو در جزیرهٔ هونشو واقع شده.
مرکز استان کاناگاوا، شهر یوکوهاما است.
کاناگاوا بخشی از ناحیه توکیوی بزرگ به‌شمار می‌آید.

## پیشینه
در دوران سده‌ای میانه، کاناگاوا بخشی از استان‌های ساگامی و موساشی بود.
قدمت برخی جای‌های این استان به دوره جومون بازمی‌گردد.

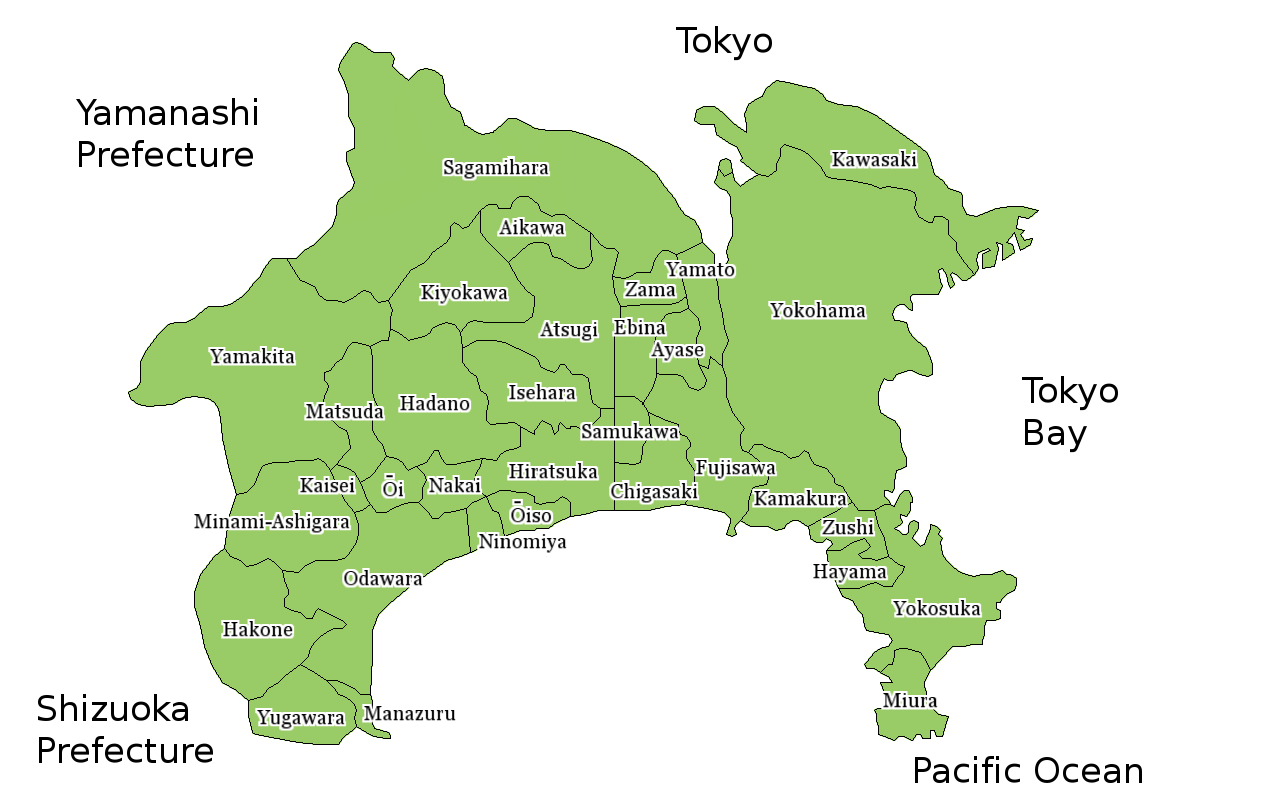

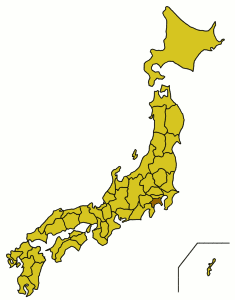
استان کاناگاوا، ژاپن.